# 沙烈胡丁·莫哈末
丹斯里沙烈胡丁·莫哈末（1932年9月9日—）是马来西亚公务员。他也是马哈迪·莫哈末担任马来西亚首相时期的联邦政府首席秘书（1984年至1990年）。退休后，他被委任为雇员公积金局主席。